# Laurent Chardard
Laurent Chardard, né le 30 août 1995 à Saint-Pierre, est un nageur handisport français. Il concourt dans la catégorie S6  (amputé à droite d'une jambe et d'un bras).

## Biographie
En août 2016, alors qu'il fait du bodyboard sur la plage de Boucan Canot, Laurent Chardard est victime d'une attaque de requin et perd son bras droit et sa jambe droite,.
Parallèlement à sa carrière sportive, il travaille dans un bureau d’études spécialisé dans l’hydrogène.

## Carrière sportive
En 2019, aux championnats du monde, il décroche l’argent sur 50 m papillon et le bronze en nage libre.
En 2021, lors de ses premiers Jeux paralympiques, il est 4e au 50 m papillon, 6e sur 100 m dos et 7e sur 50 m crawl.
En 2022, il décroche le titre de champion du monde au 50 m papillon, titre qu'il conserve en 2023.Olivia duclos
Le 3 septembre 2024, il remporte la médaille de bronze sur 50 mètres papillon S6 aux Jeux paralympiques de 2024 à Paris. Deux jours plus tard, il est médaillé de bronze sur 100 mètres nage libre S6.

## Palmarès
Jeux paralympiques
- Jeux paralympiques 2024, Paris  France
  -  Médaille de bronze – 50 m papillon S6
  -  Médaille de bronze – 100 m nage libre S6

Championnat du monde
- Championnats du monde de natation handisport 2019, Londres  Royaume-Uni
  -  Médaille d'argent – 50 m papillon S6
  -  Médaille de bronze – 50 m nage libre S6
- Championnats du monde de natation handisport 2021, Funchal  Portugal
  -  Médaille d'or – 50 m papillon S6
  -  Médaille d'argent – 100 m nage libre S6
- Championnats du monde de natation handisport 2023 , Manchester  Royaume-Uni
  -  Médaille d’or – 50 m papillon S6
  -  Médaille d'argent – relais 4 × 100 m nage libre
  -  Médaille de bronze 50 m nage libre S6

Championnat d'Europe
- Championnat d'Europe de paranatation 2024, Funchal  Portugal
  -  Médaille d'or – 50 m papillon S6
  -  Médaille d'argent 100 m nage libre S6
  -  Médaille d'argent – relais 4 × 100 m nage libre
- Championnat d'Europe de paranatation 2024, Funchal  Portugal
  -  Médaille d'or 100 m dos S6
  -  Médaille d'argent 50 m papillon S6
  -  Médaille de bronze – 100 m nage libre S6

## Décorations
- Chevalier de l'ordre national du Mérite (2024)[5]